# Максимилиан II Йозеф (Бавария)
Максимилиан II Йозеф (на немски: Maximilian II. Joseph; * 28 ноември 1811, Мюнхен, † 10 март 1864, Мюнхен) от династията Вителсбахи, е крал на Бавария от 1848 до 1864 г.

## Биография
Той е най-възрастният син на крал Лудвиг I (1825 – 1868) и на принцеса Тереза фон Сакс-Хилдбургхаузен (1792 – 1854), дъщеря на херцог Фридрих от Саксония-Алтенбург. Брат е на Ото I (1815 – 1867), крал на Гърция, и на Луитполд (1821 – 1912), принцрегент на Бавария (1821 – 1912).
От 1829 до 1830 г. следва в университет Гьотинген и от 1830 до 1831 г. в Берлинския университет, където посещава особено лекциите по история и държавно право. Като престолонаследник той пътува в Европа – Гърция, Италия, Англия и др.
На 20 март 1848 г. Максимилиан II поема управлението в Бавария след като баща му абдикира. Малко след като поема трона той прави реформа на конституцията. Най-довереният му министър е този на външните работи – Лудвиг фон дер Пфордтен, който задържа поста от 1849 до 1859 г. В края на 1949 г. Максимилиан II създава министерство на търговията и обществените строежи.
По време на управлението на Максимилиан II в Бавария са изградени железопътни линии, а в Мюнхен са построени сградите по булевард „Максимилианщрасе“ и Максимилианеумът. Мюнхен бива превърнат в първостепенен културен център.
Максимилиан умира след тридневно заболяване. Той е погребан в странична капела на Театинската църква в Мюнхен.

## Деца
Крал Максимилиан II Йозеф се сгодява на 23 януари 1842 г. за принцеса Мария Пруска (1825 – 1889), дъщеря на принц Вилхелм Пруски и Мария Анна Амалия фон Хесен-Хомбург. На 12 октомври 1842 г. те се женят в Мюнхен и имат двама сина:
- Лудвиг II Баварски (1845 – 1886), 1867 годеж с принцеса София Баварска (1847 – 1897), като Лудвиг II крал на Бавария
- Ото (Бавария) (1848 – 1916), като Ото I крал на Бавария.